# Ringgold (Maryland)
Ringgold – jednostka osadnicza w Stanach Zjednoczonych, w stanie Maryland, w hrabstwie Washington.